# Алёшин, Владимир Владимирович
Влади́мир Влади́мирович Алёшин (род. 9 марта 1945, Москва, СССР) — советский и российский спортивный работник и предприниматель.

## Биография
С детства дружил с одноклассником Юрием Айзеншписом и ходил с ним в одну спортивную школу.
В 1974 году окончил Всесоюзный заочный инженерно-строительный институт, а в 1986 — Московскую высшую партийную школу.
Владимир Алёшин — один из организаторов строительства олимпийских объектов Центрального стадиона имени В. И. Ленина. При его участии проходила реконструкция спорткомплекса к Играм XXII Олимпиады: был построен Универсальный спортивный зал «Дружба», модернизированы Большая и Малая спортивные арены, Дворец спорта, Плавательный бассейн и другие объекты. 
С декабря 1982 года по апрель 2011 года — генеральный директор Олимпийского комплекса «Лужники».
Стал инициатором и руководителем приватизации спорткомплекса, преобразованного в ОАО «Олимпийский комплекс „Лужники“», которое уже много лет успешно функционирует в новых экономических условиях.
В прошлом — председатель совета директоров ФК «Торпедо» Москва. Кандидат педагогических наук. Доктор экономических наук.
Заслуженный работник физической культуры Российской Федерации (1992). За большой вклад в международное олимпийское движение награждён Олимпийским орденом.

### Членство в спортивных организациях
В. В. Алёшин является членом следующих спортивных организаций:
- Олимпийский комитет Российской Федерации.
- Исполком Российского футбольного союза.
- Комитет УЕФА по безопасности и стадионам.
- Исполком Европейской ассоциации менеджеров стадионов.

## Награды
- Орден «За заслуги перед Отечеством» III степени (14 сентября 2005) — за большой вклад в развитие физической культуры и спорта, многолетнюю добросовестную работу[2]
- Орден «За заслуги перед Отечеством» IV степени (20 августа 1999) — за заслуги в развитии физической культуры и спорта, большой вклад в укрепление дружбы и сотрудничества между народами[3]
- Орден Дружбы (19 апреля 1995) — за заслуги в развитии физической культуры и спорта и большой личный вклад в возрождение и становление спортивного общества «Спартак»[4]
- «Заслуженный работник физической культуры Российской Федерации» (6 апреля 1992) — за заслуги в развитии физической культуры и спорта
- Орден «Знак Почёта» (1980)
- Орден Трудового Красного Знамени (1986)
- Медаль «В память 850-летия Москвы» (1997)
- Олимпийский орден (2001)
- Почётный знак «За заслуги в развитии Олимпийского движения в России» (2001)
- Почётный знак «За заслуги в развитии физической культуры и спорта» (1979)
- Благодарность Президента Российской Федерации (20 июня 1996 года) — за большие заслуги в развитии отечественной физической культуры и спорта[5]

## Публикации
В. Алёшин является автором и соавтором многих книг и статей по менеджменту, маркетингу и экономике спортивных сооружений:
- «Менеджмент спортивного сооружения» (1996, соавтор)
- «Менеджмент зарубежных стадионов и спортивно-оздоровительных центров» (1997, соавтор)
- «Покрытие большой спортивной арены стадиона „Лужники“» (1998, соавтор)
- «Менеджмент и маркетинг на европейских стадионах» (1999, соавтор)
- «Олимпийский комплекс „Лужники“: менеджмент, маркетинг и экономика» (2000).

## Семья
- Жена — Нина Михайловна Алёшина (род. 7 мая 1946)
  - Дочь — Ольга Владимировна Панченко (1975) была женой певца Влада Сташевского
  - Зять — предприниматель Яков Владиславович Панченко (род. 5 сентября 1970), сын академика Владислава Яковлевича Панченко[6][7]
    - внук — Даниил Сташевский (род. 7 апреля 1998)